# NK RIZ Odašiljači Zagreb
Nogometni klub Radioindustrija Zagreb Odašiljači bio je hrvatski nogometni klub iz Zagreba.

## Povijest
Klub je osnovan 1950. godine pod imenom ŽKM. Od 1958. godine zove se RIZ.
U sezoni 1960./61. osvaja Zagrebačku zonu (3. rang) te sudjeluje u kvalifikacijama za Drugu saveznu ligu – Zapad 1961./62. gdje ga je eliminirao pulski Uljanik.
Godine 1963. godine se ujedinjuje s Chromosom u Keramičar. Obnovljen 1974., do 1991. godine se ponovo zove RIZ, a od 1991. RIZ Odašiljači. Godine 2010. RIZ Odašiljači mijenja ime u Vocor. Vocor 2013. postaje Bukovac.

## Vanjske poveznice
- Službena web-stranica
- Profil, HNS Semafor